# Medmolekulska sila
Medmolékulska síla je privlačna sila, ki deluje med molekulami ali oddaljenimi deli makromolekule.
Naštete po padajoči moči interakcije, med medmolekulske vezi spadajo
- ionske interakcije
- vodikove vezi
- dipolno-dipolne interakcije
- van der Waalsove sile

## Ionska interakcija
Ionske interakcije so sile med ioni, pri čemer se ioni z enako predznačenim nabojem odbijajo, z nasprotno predznačenim pa privlačijo. Ionska interakcija pada z drugo potenco razdalje med nabojema.

## Vodikova vez
Vodikova vez je vez, s katero je atom vodika vezan na močno elektronegativen atom, denimo dušik, kisik ali fluor. Vodikova vez je poseben primer dipolno-dipolne interakcije, pri kateri interagira inducirani dipol atoma vodika z induciranim dipolom elektronegativnega atoma (N, O ali F) v drugi molekuli. Nastala dipolno-dipolna interakcija je zaradi velike elektronegativnosti fluorovega, kisikovega ali dušikovega atoma močnejša od večine drugih interakcij med induciranimi dipoli, zaradi pogostosti teh elementov v naravi in njihovega pomena v kemiji in biologiji pa je ta posebni primer dipolno-dipolne interakcije dobil svoje ime. Dobro znan zgled vodikove vezi je voda:
H-O-H...O-H2
Vodikove vezi so v naravi pogoste, med drugim povezujejo tudi obe verigi v molekuli DNA. So vzrok številnih anomalij vode, ki so omogočile nastanek življenja na Zemlji.

## Dipolno-dipolna interakcija
Dipolno-dipolne interakcije, ponekod imenovane tudi Keesomove interakcije (po Willemu Keesomu, ki je leta 1921 prvi podal njihov matematični opis) so sile, ki nastopajo med molekulami brez električnega naboja, vendar s permanentnim električnim dipolom. Nekoliko so podobne ionskim interakcijam, so pa šibkejše, ker padajo s četrto potenco razdalje med molekulami. Zgled je klorovodikova kislina:
(+)(-)     (+) (-)

H-Cl-----H-Cl

## Van der Waalsova sila
Van der Waalsova sila (tudi Londonova sila ali Londonova disperzijska sila) je privlačna sila med induciranimi električnimi dipoli v nepolarnih molekulah. Vzrok polarizacije je lahko polarna molekula ali elektrostatski odboj med negativno nabitimi elektronskimi oblaki nepolarnih molekul. Van der Waalsova sila pojema s šesto potenco razdalje med molekulami. Zgled za prvi primer je raztapljanje klora v vodi:
```
                 (+)(-)(+)  (-) (+)
[permanentni dipol] H-O-H-----Cl-Cl [induciran dipol]
```

Za drugi primer je zgled sila med molekulami klora:
```
               (+) (-)    (+) (-)
[induciran dipol]Cl-Cl------Cl-Cl [induciran dipol]
```